# Revolta do Ano da Fumaça
A Revolta do Ano da Fumaça, também conhecida como a Sedição Militar de 1833, foi um conflito do período regencial, ocorrido em Ouro Preto, na então província de Minas Gerais, a partir de 22 de março de 1833. O movimento foi nomeado dessa maneira porque durante alguns dias daquele ano instalou-se uma grande neblina na região.
Foi no dia 22 de março que o grupo político apelidado de caramurus (restauradores), aproveitando-se da ausência do presidente da província, Manuel Inácio de Melo e Sousa, marchou sobre Ouro Preto com o apoio do povo e assumiu o poder na então capital mineira. O movimento soltou presos militares e deportou o conselheiro Bernardo Pereira de Vasconcelos e o padre José Bento Leite Ferreira de Melo.
Durante dois meses, a província foi liderada por Soares do Couto. Em 5 de abril, o conselheiro Bernardo Pereira de Vasconcelos enviou para Ouro Preto cerca de seis mil homens, sob comando do Marechal Pinto Peixoto, a fim de acabar com a sedição. Vinte e um dias após o confronto, em 26 de maio, Manuel Inácio de Melo e Sousa voltou para Ouro Preto. Para muitas pessoas este seria o fim do "demônio restaurador".
A Revolta do Ano da Fumaça ocorreu no mesmo período e região que a Revolta de Carrancas. Os dois movimentos foram tentativas de promover o retorno do antigo imperador D. Pedro I.

## Contexto
Ao longo de período Regencial (1831-1840), o Brasil foi palco de disputas entre grupos com projetos políticos divergentes, e, por vezes, antagônicos. Por esse motivo, diversas revoltas eclodiram por todo o Brasil. Um desses grupos foi nomeado, de forma genérica, como restauradores. Eles defendiam a preservação da Antiga Ordem, ou seja, a manutenção da sociedade do período colonial, com seus devidos privilégios enquanto fidalgos. Eles se caracterizavam também pelo entendimento da Câmara Municipal como posição privilegiada de poder político, pela prática de mobilizar o povo através de revoltas de caráter regressista e também por ocuparem postos de nobreza civil ou política, nas Câmaras ou no comando de tropas.
Em dezembro de 1832, o presidente da província de Minas Gerais, Manuel Ignácio de Melo e Souza, apresentou aos seus conselheiros a situação geral em que se encontrava a região. O discurso fora publicado integralmente no jornal Universal e afirmava que a província estava firme e que nada seria capaz de abalar o caráter dos Mineiros, nem mesmo as revoltas que eclodiam por todo Brasil; muitas delas de caráter restaurador.
Apesar do dizeres de Melo e Souza, a abdicação de Pedro I, em 7 de abril de 1831, foi a gota d'água para que diversos movimentos de levante popular contra e a favor do Império ganhassem força. Esses grupos não proclamavam um único discurso, pelo contrário, tinham interesses plurais. Os motivos pelos quais estavam se organizando, no entanto, eram parecidos. Um deles era mobilizar o debate público quanto a necessidade ou não de reformar a Carta Constitucional, de 1824.
No mês seguinte, a Câmara de Deputados fez uma comissão para tratar desse tema à abdicação de Pedro I. A ideia desse projeto, nomeado de Miranda Ribeiro, previa:
1. Supressão do Poder Moderador e do Conselho de Estado;
2. Fim do mandato vitalício do Senado;
3. Criação de assembleias legislativas provinciais;
4. Transformação da Regência Trina em Una.
Outra questão, prevista no artigo 6º, era que aprovar ou suspender interinamente as resoluções dos conselhos provinciais fosse função exercida não só pela regência como também pelos presidentes de província em conselho. A exceção seria apenas para o que se refere ao aumento ou diminuição de força, quantias excedentes ao previsto na lei de orçamento e aquilo que não fosse de competência do conselho geral.
Este artigo foi alvo de críticas. O deputado Antônio Pereira Rebouças, por exemplo, não entendia ser justa a possibilidade do conselho da presidência ser superior ao conselho geral e que esta definição poderia representar uma confusão de poderes. Já o deputado Ferreira França acreditava que o projeto tinha como objetivo limitar os poderes da regência e não conferir atribuições do poder moderador a outros cargos. Diogo Antônio Feijó, enquanto isso, julgava a disposição como anticonstitucional porque tal artigo poderia ser entendido como o primeiro passo para a independência das províncias, já que poderiam, a partir de então, fazer suas leis e também sancioná-las. Alguns deles afirmaram que votariam pelo artigo desde que houvesse uma lei para que os membros do conselho da presidência não pudessem ser nomeados conselheiros. No geral, o projeto determinaria o tamanho da autonomia das províncias e quais seriam as atribuições da regência.
O projeto foi aprovado na Câmara dos Deputados em outubro de 1831; o artigo 6º, no entanto, foi suprimido. Já no Senado, o projeto foi tratado com resistência até ser rejeitado em julho de 1832. A discordância entre os dois órgãos desencadeou uma tentativa de golpe, no qual os líderes eram os deputados Diogo Antônio Feijó, José Bento Ferreira de Mello e José Custódio Dias. Associados à Regência, os três deputados pretendiam aprovar as reformas constitucionais transformando a Câmara de Deputados em Assembleia Nacional Constituinte, passando a perna no Senado. Diante desse acontecimento, alguns grupos (“Exaltados” e “Caramurus”) questionaram a legitimidade da Regência que estaria, então, defendendo a queda do próprio governo.
O ano de 1832 foi marcado por tensões que se agravaram com as eleições para a próxima legislatura em março de 1833, quando os vencedores realizariam as reformas constitucionais em discussão.
O Conselho Geral da Província e o Conselho da Presidência duraram até 1834 - ano em que, por meio do Ato Adicional, o Conselho Geral da Província foi desfeito para dar lugar às Assembleias Legislativas Provinciais. Já o Conselho da Presidência acabou com a lei de 3 de outubro de 1834, que dispôs um conjunto de regras oficiais que apresentavam o que os presidentes das províncias poderiam ou não fazer.

## Antecedentes

### Eleições
Cisões entre os dois grupos da província de Minas Gerais (liberais moderados e caramurus) já se manifestavam dois anos antes da Sedição Militar. Pouco antes da abdicação de Pedro I, os liberais moderados de Minas Gerais derrotaram o candidato do Imperador, o ministro Maia. O vencedor da eleição para o cargo de deputado geral pela província de Minas Gerais foi Gabriel Francisco Junqueira, um grande proprietário escravista da região. Ele, que já atuava como vereador da vila de São João del-Rei, teve apoio dos liberais de Minas Gerais e do Rio de Janeiro, principalmente Evaristo da Veiga. Junqueira derrotou Maia, candidato do Imperador, com facilidade, o que provocou grande descontentamento nos caramurus.

### Edital sobre a circulação de escravos
Em 30 de setembro de 1831, foi veiculado na região um edital sobre a circulação de escravos. A medida normatizava a movimentação dos cativos quanto ao transporte local e interprovincial. No caso dos libertos, chama a atenção o objetivo de dificultar seu trânsito, já que teriam que carregar consigo mais um documento além da carta de alforria, como escrito em:
Artigo 4º: O africano forro, e ainda qualquer liberto de qualquer cor será obrigado a apresentar ao Juiz de Paz do Distrito, por onde transitar um passaporte do Juiz Criminal, ou de Paz do Distrito próximo com declaração de seus costumes e o motivo de sua jornada. Esse fato deixou a população escrava insatisfeita.

### Revolta em Santa Rita do Turvo
Na mesma época dos dois acontecimentos acima, em 18 de dezembro de 1831, cerca de cinquenta pessoas do Distrito de Santa Rita do Turvo, Freguesia do Mártir São Manoel do Rio da Pomba e Peixe, Termo da Leal Cidade de Mariana, se reuniram com armas (espingardas, pistolas, espadas, facas, foicinhas e zagaias) às dez da manhã no chamado Arraial de Santa Rita. Na manifestação, ouvia-se gritos de "Viva D. Pedro I" bem como de " Viva à liberdade". O grupo saiu pelas ruas convocando escravos, estimulando-os a pegar em armas e a se juntar à revolta para que todos ficassem livres. As medidas aplicadas pelo governo liberal para reprimir os acontecimentos em Santa Rita do Turvo incluiu a prisão dos revoltosos e também a abertura de processos. Essas posições, contudo, não foram suficientes para abafar as lideranças conservadoras.

## Eventos pontuais
A Revolta do Ano da Fumaça iniciou no dia 22 de março e teve duração de dois meses, acabando no dia 26 de maio. No período, o grupo chamado caramuru, formado por restauradores, tomou posse em Ouro Preto, capital da província de Minas Gerais. Os caramurus eram, em sua maioria, comerciantes portugueses, burocratas e militares que defendiam a volta de Pedro I para o Brasil.
Eles tiraram o presidente Manoel Inácio de Melo e Souza e seu vice/conselheiro, Bernardo Pereira de Vasconcelos, do poder. Este novo governo libertou os militares presos por quererem de volta Pedro I, diminuiu o tributo sobre a cachaça e liberou os sepultamentos nas igrejas.
Apesar do movimento ter dado continuidade aos levantes de 1831, quando se tratou de governar a província, a classe social mais baixa (mestiços, escravos e forros) foram mantidos afastados do poder. Esta estratégia se aliar a setores populares e depois "largá-los" demonstrou contradições das lideranças caramurus.
Na época, o governo legal provisório havia sido transferido para São João del-Rei, onde, em primeiro momento, teve a presença do vice-presidente Bernardo Pereira de Vasconcelos. Depois do ocorrido, o presidente deposto, Manoel Inácio de Melo e Souza, passou a governar da vila.
Durante os dois meses, a província de Minas Gerais teve, portanto dois governos: o legal, de São João del-Rei e o rebelde, em Ouro Preto. Enquanto isso, em São João del-Rei, as forças militares da Guarda Nacional eram convocadas para combater os rebeldes de Ouro Preto.
Em 5 de abril, Bernardo Pereira de Vasconcelos enviou para Ouro Preto cerca de seis mil homens, sob comando de Marechal Pinto Peixoto, a fim de acabar com a sedição. Vinte e um dias após o confronto, em 26 de maio, Manoel Ignácio de Mello e Souza voltou para Ouro Preto. Para muitas pessoas este seria o fim do "demônio restaurador".

## Consequências
Depois do conflito, as forças moderadas de Vasconcelos e Mello e Souza tentaram fazer com que o movimento parecesse, para o povo, uma ação pontual que fora realizado por um pequeno grupo de restauradores e revoltados.
Para se referirem aos grupos que se opunham ao regime do momento, o discurso legalista muitas vezes usava a expressão "partido desorganizador". Desta maneira, generalizavam ideais, como ocorreu com as dos restauradores e também demais grupos descontentes. A partir disso, toda a pluralidade dos movimentos seriam resumidos em: adversários e defensores da anarquia.
Apesar do governo ter tratado da ocorrência como um fato específico e não como uma ameaça vigente, a Câmara de Mariana, também em Minas Gerais, designou posturas municipais restringindo manifestações subversivas a fim de silenciar o movimento. São eles:
- Artigo 1º: Todo indivíduo, que propalar, que convém a volta do Duque de Bragança, (...), será condenado em vinte dias de prisão mais multa de trinta mil reais. Para reincidência, será o dobro.
- Artigo 3º: Quem espalhar boatos e colocar em agitação o sossego público, exagerando as forças do partido contrário ao governou ou enfraquecendo o partido Nacional que sustenta a Revolução do memorável dia 7 de abril, sofrerá a pena de seis dias de prisão e multa de vinte mil réis. Para reincidência, será o dobro.
- Artigo 4º: Na mesma pena incorrerá todo aquele que espalhar que as decretadas Reformas da Constituição não são legais e que por esta razão não devem ser religiosamente cumpridas quando selecionadas.
- Artigo 5º: Aquele que mostrar quaisquer pasquins, ou proclamações incendiárias, a não ser à Autoridade competente, será reputado perturbador do sessego público e terá a pena de quatro dias de prisão, além da multa de doze mil réis. Para reincidência, será o dobro.[1]

A Sedição de 1833 envolveu diferentes camadas sociais: militares, proprietários de terras e de escravos, comerciantes, ouvidores, juízes... Ao contrário do que os moderadores pregavam, a Revolta do Ano da Fumaça não se restringiu a Ouro Preto. Caeté, Sabará, Itatiaia, Pitangui, Baependi, Rioba, São Gonçalo da Ponte, Ponte Nova, Distrito de remédios em Barbacena e até em São João del-Rei haviam apoiadores e, no caso de Caeté e Mariana, até mesmo percursores.

## Revolta de Carrancas
A revolta de Carrancas e a Sedição de 1833 estão relacionadas pois aconteceram concomitantemente. Há indícios de que o levante de Carrancas teria começado com o boato de libertação dos escravos na sedição.
De acordo com depoimentos de testemunhas, Francisco Silvério Teixeira estimulou a revolta de Ventura Mina ao dizer que os caramurus tinham colocado um fim na escravidão em Ouro Preto. Teixeira teria dito ainda que os escravos que lutassem ao lado deles, teriam, além da liberdade, parte da posse de seus senhores. Esta foi a motivação principal para o levante de Carrancas. Na História, todavia, não existem documentos que comprovem o fato de que os revoltados de Ouro Preto tinham como objetivo a libertação dos escravos.
Durante a Sedição de 1833, Teixeira estaria a favor do grupo que tomou posse na capital da província. Acredita-se que ele tenha incentivado a revolta dos escravos e que também tenha contribuído para as nove mortes da família Junqueira, durante a Revolta de Carrancas, para tirar a atenção do fato de que a guarda nacional estava se organizando em São João del-Rei para acabar com a Revolta da Fumaça em Ouro Preto. A violência da Revolta de Carrancas deixou deputados e proprietários da região chocados e com as atenções voltadas para estes fatos. Essa revolta influenciou na política Imperial, que deu origem ao projeto de lei n.º 4, de 10 de junho de 1833, o qual previa punição severa para aqueles escravos que se rebelassem.